# Akbarpur, Ambedkar Nagar

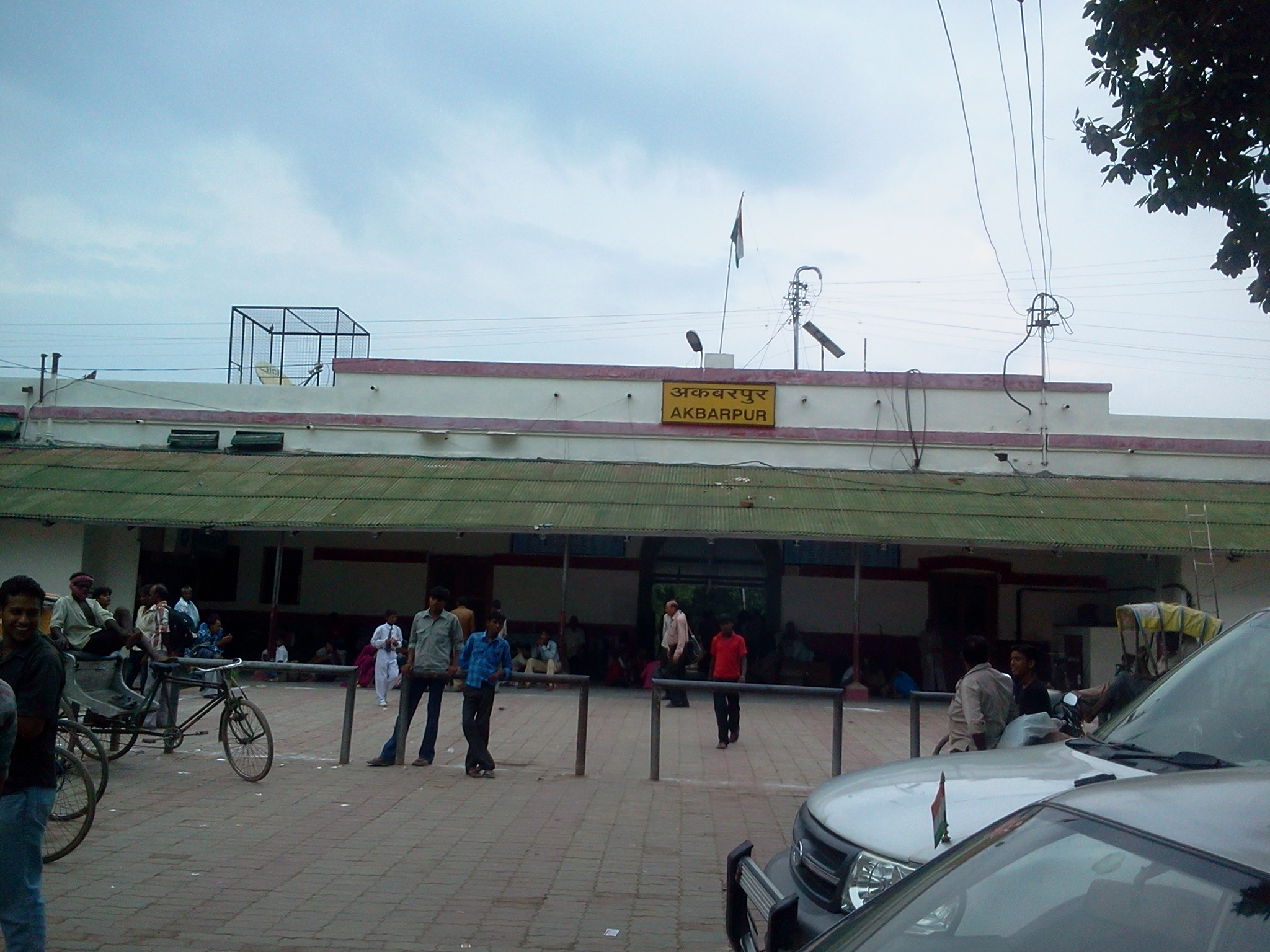
Järnvägsstationen i Akbarpur.

Akbarpur är en stad i den indiska delstaten Uttar Pradesh, och är den administrativa huvudorten för distriktet Ambedkar Nagar. Akbarpur hade 111 447 invånare vid folkräkningen 2011.